# Zaeeroides florensis
Zaeeroides florensis är en skalbaggsart som beskrevs av Stefan von Breuning 1959. Zaeeroides florensis ingår i släktet Zaeeroides och familjen långhorningar. Inga underarter finns listade i Catalogue of Life.